# Muara Tenang (Tanjung Raya)
Muara Tenang is een bestuurslaag in het regentschap Mesuji van de provincie Lampung, Indonesië. Muara Tenang telt 3826 inwoners (volkstelling 2010).